# ФК Специја
Специја је професионални фудбалски клуб из Ла Специје, Лигурија. Клуб се тренутно такмичи у Серији А, првој лиги по рангу у Италији. Основан је 1906, а своје утакмице игра на Стадиону Алберто Пико, који има капацитет од 10.336 места. Клуб је 2008. године прогласио банкрот, па је поновно основан исте те године под називом A.S.D. Spezia Calcio 2008. Најуспешнију сезону су имали 1944. године, када су освојили Серију А.
21. августа 2020. године Специја се по први пут у историји пласирала у Серију А. Специја је сезону 2019/20. завршила на трећем месту у Серији Б и тако се пласирала се у плеј-оф. У полуфиналу Специја је била боља од Кјева (0:2, 3:1), док је пласман у Серију А обезбеђен након утакмица у финалу са Фрозинонеом. Након победе у првој утакмици од 1:0 и поред пораза истим резултатом у реваншу, Специја се пласирала у Серију А јер је била боље пласирана у лигашком делу (Специја је била трећа, а Фрозиноне осми).

## Титуле
- Серија А: 1944.
- Друга дивизија: 1925/26.
- Прва дивизија: 1928/29.
- Куп Серије Ц: 2004/05, 2011/12.
- Суперкуп Серије Ц: 2006, 2012.
- Серија Ц: 1935/36, 1939/40.
- Серија Ц1: 2005/06.
- Лига Про Прва дивизија: 2011/12.
- Серија Ц2: 1979/80, 1985/86, 1999/2000.
- Серија Д: 1957/58, 1965/1966.